# Oswaldo Guerra Sánchez
Oswaldo Guerra Sánchez (Las Palmas de Gran Canaria, 1966) es un poeta, profesor universitario y ensayista grancanario.

## Biografía
Oswaldo Guerra Sánchez nace en la ciudad de Las Palmas de Gran Canaria, Islas Canarias, en 1966. En la década de 1980 se traslada a la isla de Tenerife para cursar estudios de Filología en la Universidad de La Laguna, donde obtiene la licenciatura en la especialidad de Filología Hispánica. En 1991 obtiene el premio Esperanza Espínola de poesía (Teguise, Lanzarote) por el libro Teoría del Paisaje, que verá la luz al año siguiente, ilustrado con fotografías de Víctor M. Guerra. Empieza a dar clases en la Universidad de Las Palmas de Gran Canaria, donde ejerce una constante labor en relación con la enseñanza de la lengua y la literatura y en particular en el ámbito de la lectura y la interpretación literaria. Fruto de ese trabajo son numerosos artículos publicados en revistas especializadas, así como algunos títulos colectivos e individuales, entre los que destaca Senderos de lectura. Memoria y hermenéutica literaria (2002).
Entre 1992 y 1994, junto con Eugenio Padorno y José Juan Delgado Méndez, coordina la colección de poesía y ensayo «Pasos sobre el Mar», en cuya tercera entrega aparece su poemario De una tierra extraña (1993), con una cubierta ilustrada por el artista y poeta Manuel Padorno.
En 1998 obtiene el grado de Doctor por la Universidad de Las Palmas de Gran Canaria con una tesis sobre la obra del poeta Carlos Pinto Grote.
En el año 2000 aparece De camino a la casa, en la colección «Tierra del Poeta» de Ediciones La Palma, dirigida por Elsa López, libro que abre un nuevo ciclo en su poesía, caracterizada por una mayor hondura simbólica y una introspección en el mundo de la memoria y el impulso creador. El profesor Benigno León Felipe incluye dos poemas de ese libro en la antología «Poesía en prosa en Canarias: 1990−2000», aparecida en Cuadernos del Ateneo de La Laguna (2000).
En paralelo a la creación poética presta atención crítica a dos autores que, cada uno en su época, representan dos grandes momentos en la tradición literaria de las Islas Canarias: Bartolomé Cairasco de Figueroa (1538-1610) y Tomás Morales (1884-1921). En torno a este último ha publicado numerosos artículos, así como la monografía Un modo de pertenecer al mundo (2002) y la edición crítica de Las Rosas de Hércules (2006). Sobre Cairasco preparó la edición crítica de la Comedia del recibimiento (2006), y publicó el libro La expresión canaria de Cairasco, además de comisariar una exposición en torno a la vida y obra del autor en el marco de la celebración del Día de las Letras Canarias de 2007.
En 2003 ve la luz el poema «Forja de carne» en el catálogo de la exposición antológica del artista Martín Chirino celebrada a finales de 2003, reflexión sobre la creación artística y literaria (y a la vez homenaje explícito al escultor) que luego formará parte del libro Montaña de Tauro (2004), con dibujos originales del propio Chirino. Libro que, al decir del crítico Francisco J. Quevedo García, está articulado en torno a «símbolos que se concretan en la búsqueda de una identidad». Otro texto del conjunto (titulado «El viento de Balos») será incluido en la exposición Espejo del poema, que conmemoró el centenario de la creación del Ateneo de La Laguna en 2004.
Entre 2005 y 2008 fue director de publicaciones de Domibari Editores, empresa en la que ha coordinado distintas colecciones literarias («Narrativas contemporáneas», «Pensamiento y acción», «Clásicos narrativos», etc.) con una veintena de títulos editados en ese periodo.
Poemas suyos han aparecido, además de en catálogos de diversos artistas, en revistas literarias como La Fábrica (La Palma), Turia (Teruel) o Sibila (Sevilla). En esta última en 2007 aparece «Secuencias para una mitología de los baños», versión fragmentaria e inconclusa de su última propuesta poética. En 2007 fue incluido en la Enciclopedia de la Literatura Canaria (Tenerife, CCPC) y en 2011 en la antología Poesía canaria actual (A partir de 1980), Ed. Idea, preparada por el profesor Miguel Martinón. Poemas suyos aparecen en Poesía canaria actual. Antología 1960-1992, de La Manzana Poética (Córdoba), en 2016.

## Obra poética
- Teoría del Paisaje, Las Palmas de Gran Canaria, con fotografías de Víctor M. Guerra, 1992.
- De una tierra extraña, Las Palmas de Gran Canaria, col. «Pasos sobre el mar», n.º 3, 1993.
- De camino a la casa, Madrid, Ediciones La Palma, col. «Tierra del Poeta», n.º 12, 2000.
- Montaña de Tauro, Las Palmas de Gran Canaria, Archipliego, col. «Silo del Fuego», n.º 2, con ilustraciones de Martín Chirino, 2004.
- Un rumor bajo la rama, Gijón, Ediciones Trea, 2012.
- Muerte del ibis, Madrid, Vitruvio, 2013.
- Si existe el árbol (Cuaderno iraní), Madrid, El Sastre de Apollinaire, 2019.
- Las siete extinciones, Madrid, Mercurio Editorial, 2020.
- Si l'arbre existe. Cahier iranien, Paris, L'Harmattan, 2021.
- Amanecida y paseo del mago, Madrid, Ediciones La Palma, 2022.

## Obra ensayística
- El grupo poético de Poesía canaria última, Las Palmas de Gran Canaria, Servicio de Publicaciones de la ULPGC, 1993.
- La obra poética de Carlos Pinto Grote, Arrecife de Lanzarote, Cabildo de Lanzarote / Litoral Elguinaguaria, 1999.
- Senderos de lectura. Memoria y hermenéutica literaria, Madrid, La Discreta, 2002.
- Un modo de pertenecer al mundo. Estudios sobre Tomás Morales, Las Palmas de Gran Canaria, Cabildo de Gran Canaria, 2002.
- Bartolomé Cairasco de Figueroa: contexto y sentido, Santa Cruz de Tenerife, Gobierno de Canarias, 2007.
- La expresión canaria de Cairasco, Las Palmas de Gran Canaria, Anroart, 2007.
- Dignidad creadora y lecturas de cabotaje, Madrid, Mercurio, 2018.
- Lo que nos rodea, lo olvidado, lo recordado, Islas Canarias, ACL, 2020.

## Ediciones literarias
- Comedia del recibimiento, de Bartolomé Cairasco de Figueroa, Las Palmas de Gran Canaria, Archipliego, col. «Textos Canarios Fundamentales», n.º 1, 2005.
- Las Rosas de Hércules, de Tomás Morales, Las Palmas de Gran Canaria, Cabildo de Gran Canaria, 2006.
- Poemas de la Gloria, del Amor y del Mar, de Tomás Morales, edición conmemorativa, Las Palmas de Gran Canaria, Cabildo de Gran Canaria, 2008.
- Las Rosas de Hércules, de Tomás Morales, Madrid, Cátedra (col. Letras Hispánicas), 2011.
- Poesías, de George Santayana, traducción de Emma Guzmán Cabrera, ed. y prólogo de Oswaldo Guerra Sánchez, Madrid, Mercurio (col. Lenguas que viajan, 2), 2021.
- Versos de un aislado, de Roberto de Mesquita, introducción y traducción del portugués por Oswaldo Guerra Sánchez, Madrid, Mercurio (col. Lenguas que viajan, 3), 2022.

## Guiones documentales
- La Selva de Doramas, dirigido por Espartaco Producciones, Dirección general del libro Archivos y Bibliotecas del Gobierno de Canarias, 2007.
- Martín Chirino: forjador de símbolos, dirigido por Víctor M. Guerra, Imal Producciones Audiovisuales, 2015.
- Axis Mundi: cumbres sagradas de Gran Canaria, dirigido por Tarek Ode, Cabildo de Gran Canaria, 2019.
- La celeste inquietud de las cosas, dirigido por Víctor M. Guerra, D&D Company Producciones/TVC, 2022.
- Balada de la cueva. Altos de Gáldar, tradición y modernidad, dirigido por Víctor M. Guerra, Ayuntamiento de Gáldar, 2022.